# Маковийчук, Степан Иванович
Степа́н Ива́нович Маковийчу́к (укр. Степан Іванович Маковійчук; род. 19 декабря 1987, Лашковка, Кицманский район, Черновицкая область, Украинская ССР) — украинский футболист, нападающий. Известный по выступлениям за черновицкую «Буковину». Провёл более 300 официальных матчей в составе украинских команд за годы независимости. Ныне тренер.

## Биография
Воспитанник кицманской ДЮСШ. Первый тренер — Степан Карпюк. Профессиональную карьеру Маковийчук начинал в черновицкой «Буковине». В официальных матчах за «Буковину» дебютировал в июле 2001 года в кубковом поединке, а в чемпионате впервые сыграл 30 июля того же года в домашнем матче против команды «Сокол» (Золочев), забив один из голов в ворота соперника. За буковинский клуб с 2001 по 2003 годы сыграл 48 матчей, забил 8 голов во всех турнирах. После этого игрок перешёл в «Нистру» (Отачь), в составе которого стал сначала бронзовым а затем и серебряным призёром чемпионата Молдавии. Также в сезоне 2003/04 был заявлен на квалификационные матчи Кубка УЕФА.
2004—2006 годы провёл в ФК «Газовик-Скала» (Стрый), где сыграл 37 матчей в первой лиге Украины и 2 кубковых поединка. В 2006 году вернулся в «Буковину», где в течение двух сезонов провёл 42 матча и забил 11 голов во второй лиге чемпионата Украины. В 2007 году в составе клуба «Лужаны» стал бронзовым призёром любительского чемпионата Украины. В 2008 году футболист перешёл в винницкую «Ниву», с которой занял третье место в первенстве Украины среди команд второй лиги. Затем карьеру должен был продолжить в МФК «Николаев».
Однако в 2009 году решил вернуться в родной клуб, где провёл более четырёх лет и сыграл более сотни матчей. С командой завоевал путёвку в первую лигу. А в сезоне 2012/13 занял 4-е место в первой украинской лиге, которое из-за определённых обстоятельств других команд могло позволить рассчитывать на повышение в классе, однако ФФУ отказала «Буковине» в выступлениях в Премьер-лиге. И в зимнее межсезонье в связи с финансовыми трудностями, Маковийчук, как и прежде ряд других игроков, покинул родной клуб.
После чего некоторое время выступал в чемпионате Черновицкой области. После вылета «Буковины» во вторую лигу, Маковийчук в качестве капитана был в очередной раз приглашён в состав родной команды, перед которой стояла задача возвращения в первую лигу. В конце марта покинул состав черновицкой команды. Всего за «Буковину» провёл более 200 матчей и забил свыше 30 голов. С 2016 по 2018 год выступал за любительский футбольный клуб «Волока», с которым становился победителем различных областных соревнований.
С лета 2019 года работал в тренерском штабе родной команды, которую возглавлял Андрей Мельничук, а после его отставки в сентябре того же года, назначен исполняющим обязанности главного тренера. На этой должности проработал до февраля 2021 года.

## Достижения
- Серебряный призёр чемпионата Молдавии (1): 2003/04
- Бронзовый призёр чемпионата Молдавии (1): 2002/03
- Победитель второй лиги Украины (1): 2009/10
- Бронзовый призёр второй лиги Украины (1): 2008/09

## Личная жизнь
Женат, имеет сына Владислава. Младший брат — Александр, в прошлом также профессиональный футболист.